# Вествудское кладбище
Вествудское кладбище (англ. Westwood Village Memorial Park Cemetery) — обширный некрополь в Вествуде на западе Лос-Анджелеса.
Вествудское кладбище, расположенное в окружении жилых кварталов Лос-Анджелеса, не обладает отталкивающей для многих гламурностью Форест-Лауна и Hollywood Forever.

## Похороненные известные личности
Местный мемориальный парк получил известность после похорон Мэрилин Монро в 1962 году. Место рядом с ней зарезервировал (в 1992 г.) основатель Playboy Хью Хефнер и после его смерти 27 сентября 2017 года был похоронен там в дань уважения к красоте Монро.
Места своих могил заранее определили также писатель Рэй Брэдбери и актёр Луи Журдан.
Дженис Джоплин и Джин Келли были кремированы в Вествуде, но их прах был развеян на побережье.
Также здесь похоронен знаменитый актёр Кирк Дуглас, умерший 5 февраля 2020 года в 103-летнем возрасте.